# Première Classe
Pour les articles homonymes, voir Première classe (homonymie).
Première Classe est un label discographique français de hip-hop, basé à Paris. Il est fondé en 1998, par Nèg' Marrons (Jacky et Ben-J), Pit Baccardi, Patou et Stéphane.

## Histoire
Le label Première Classe est lancé en 1998 par Jacky Brown et Ben-J du groupe Nèg' Marrons aux côtés de Pit Baccardi, Patou et Stéphane. Concernant le label, Jacky Brown des Neg'Marrons explique en ces termes : « On trouvait qu'il n'y avait pas assez de mélanges à l'époque, trop peu de fusions [...] L'idée a été de créer la compilation où il y aurait le plus d'artistes, le plus de beatmakers. Globalement, le projet c'était le plus, plus, plus. »
Au lancement de Première Classe, les fondateurs publient plusieurs EPs, regroupant des chansons à succès comme On fait les choses de Mystik, Pit Baccardi, Rohff et les Neg'Marrons, annonçant la sortie de la première compilation du label, intitulée Première classe vol. 1. La compilation est initialement publiée en France le 18 mars 1999. Elle fait notamment participer des artistes comme IAM, Ärsenik, Marginal Sosa, Passi, et Oxmo Puccino. Suivra l’album éponyme de Pit Baccardi avec des titres tel que Si loin de toi et Si j’étais. 
Ben-J et Jacky des Neg' Marrons publient l'album Le bilan, qui contient le single homonyme à succès, qui atteint la 38e place des classements français en février 2000. Le label publie ensuite le deuxième volet, Première Classe Vol. 2 - Les faces-à-face le 15 janvier 2001. Elle contient les titres Gladiator (Jacky Brown et Lord Kossity) et Volte-Flow (Disiz et Busta Flex). À la suite de cela, sortiront les EPs des groupes L'Skadrille et Tandem, ainsi que le premier album de la voix féminine Jalane. Le label produira également l’album du groupe Quartier Latin Académia aux sonorités africaines. 
En 2007, le premier projet de Gen Renard sort.

## Artistes
- Nèg' Marrons (Jacky, membre de La Mc Malcriado et Benj, membre du Bisso Na Bisso)
- Pit Baccardi

## Discographie

### Albums studio
- 1999 : Pit Baccardi – Pit Baccardi
- 2000 : Nèg' Marrons – Le bilan
- 2002 : Pit Baccardi – Le Poids des maux
- 2002 : Jalane – Jalane
- 2003 : Quartier Latin Intégral - Voodoo
- 2003 : Neg’Marrons – Héritage
- 2005 : Noyau dur – Noyau dur
- 2007 : Pit Baccardi - Collector 1997-2007

### Compilations
- 1999 : Première classe vol. 1
- 1999 : Indigo Version R&B
- 2000 : Première classe vol.2 – Les faces-à-face
- 2003 : Première classe – Les sessions RnB
- 2004 : Dis L’heure 2 Ragga DanceHall (coréalisation par Ben-J)

### EP
- 2000 : Pit Baccardi – Ghetto ambianceur
- 2001 : Tandem – Ceux qui savent m’écoutent
- 2001 : L'Skadrille – Dangereux 2001

### Mixtapes
- 2001 : Première Classe – Street Tape Vol.1 (k7)
- 2002 : Première Classe – Street Tape Vol.2 (k7)
- 2003 : Pit Baccardi – Pit au mic (par Lord Issa)
- 2004 : Pit Baccardi – Classic (by DJ Poska)
- 2005 : Jacky Brown - Jacky Brown & Family Vol.1
- 2007 : Gen Renard – KesKi T’Gen ?